# Vologases de Anzitena
Vologases (em latim: Vologases; em parta: 𐭅𐭋𐭂𐭔; romaniz.: Walagaš) foi um nobre armênio (nacarar) do século IV, ativo no reinado do rei Tigranes VII (r. 339–350), que supostamente descendia da dinastia orôntida.

## Nome
Vologases, Vologeso (Vologaesus), Vologesso (Vologessus) ou Vologeses são as formas latinas do parta Valagaxe (𐭅𐭋𐭂𐭔, Walagaš). A etimologia do nome não é clara, embora Ferdinand Justi proponha que Valagaxe seja um composto das palavras "força" (varəda) e "bonito" (gaš ou geš em persa moderno). Foi atestado em persa novo como Balaxe (بلاش, Balāš), em persa médio como Vardaquexe (Wardāḫš) ou Valaquexe (Walāḫš), em armênio como Valarxe (*Վաղարշ, *Vałarš), em árabe como Valaxe, Balaxe (بلاش, Valāš / Balāš) e Gulaxe (جولاش, Gulāš) e em grego como Olagado (*Ολαγαδος, via gen. Ολαγαδου), Olagedo (*Ολαγαίδος, Olagaídos, via gen. Ολαγαίδου), Ologado (*Ολογαδος, via gen. Ολογαδου), Uologedo (Ουολόγαιδος, Ouológaidos), Uologeos (Ουολόγεος, Ouológeos), Vologeso (Ουολόγαισος, Ouológaisos), Vologido (Βολόγίδος, Vológídos), Vologedo (Βολόγεδος, Vológedos), Ualases (*Ουαλάσες, via gen. Ουαλάσου) ou Ualasses (*Ουαλάσσες, via gen. Ουαλάσσου)

## Vida
Vologases pertencia à linhagem principesca de Anzitena-Ingilena, cantões (gavares) da província de Sofena, no Reino da Armênia, que Cyril Toumanoff propôs ter se originado na extinta dinastia orôntida. Se sabe que Vologases foi naapetes (chefe) de sua família e ocupou a posição de azarapates (grão-senescal). No início do reinado de Tigranes VII (r. 339–350), foi um dos nobres convocados à corte e recebeu a missão de levar Hesíquio I, o Parta para ser consagrado católico em Cesareia Mázaca.